# 以色列號驅逐艦 (DD-98)
以色列號驅逐艦（舷號DD-98）是一艘美國海軍建造的驅逐艦，為維克斯級驅逐艦的24號艦。她是美軍第一艘以以色列為名的軍艦，以紀念美法准戰爭時期的海軍軍官約瑟·以色列（Joseph Israel）。
以色列號在1918年於霍河造船廠開始建造，在同年下水服役。接著以色列號被派往大西洋護航商船。第一次世界大戰結束後，以色列號在1920年改裝為佈雷艇，轉為訓練用途。1922年以色列號退役封存，在1936年除籍，最後於1939年出售拆解。